# Margarete Hoenerbach

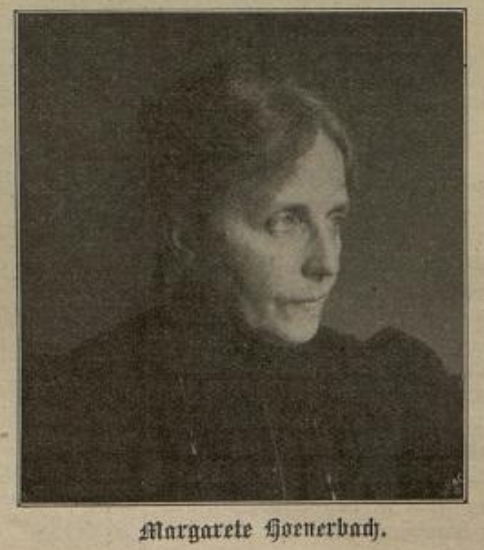
Margarete Hoenerbach (Der Bazar 54. Jg., Nr. 4 vom 20. Januar 1908, S. 50)

Margarete Hoenerbach (* 19. September 1848 Köln-Deutz; † 1924 in Berlin) war eine deutsche Malerin, Grafikerin, Medailleurin und Bildhauerin.

## Leben
Margarete Hoenerbach bildete sich privat bei Otto Rethel und Alfred Hertel in Düsseldorf und  ließ sich – nach Aufenthalten in Paris und Italien – in Berlin nieder. Sie widmete sich zunächst der Porträt-, Stillleben- und Landschaftsmalerei.
1868 wurde die Zeichen- und Malschule des Vereins der Berliner Künstlerinnen als erste öffentliche Institution gegründet, an der Frauen in der Kunst eine grundlegende und systematische künstlerische Ausbildung erhielten. An der Kunstakademie waren Frauen bis 1919 nicht zugelassen. 1891 etablierte sich Verein sowie die Zeichen- und Malschule als feste Institution innerhalb des Berliner Kunstbetriebs mit großzügigen Subventionen vom preußischen Kultusministerium. Die Secessionisten Philipp Franck, Hans Baluschek, Ludwig Dettmann, Martin Brandenburg, Ulrich Hübner, George Mosson und Franz Skarbina standen als Lehrer der Zeichen- und Malschule bzw. als Ehrenmitglieder mit dem Künstlerinnenverein in Verbindung.
1892 bis 1909 wurde Margarete Hoenerbach in das Amt der Direktorin berufen. Namhafte Schülerinnen waren u. a. Paula Modersohn-Becker in 1896, Ilse Jonas bis 1909 und Dozenten Jacob Alberts, Curt Stoeving, Martin Körte, Ernst Friedrich Hausmann, Ludwig Dettmann, Max Uth, Jeanna Bauck und 1897 Käthe Kollwitz.
1887 bis 1911 war sie mit ihren Arbeiten in den Jahresausstellungen der Berliner Akademie und in München vertreten. Ihren Beitrag zur 12. Ausstellung des Vereins der Künstlerinnen und Kunstfreundinnen 1890 im kgl. Akademiegebäude in Berlin kommentierte Franz Hermann in der Allgemeinen Kunstchronik Wien:

„An allzustarker Betonung des Decorativen leidet eine ‚Gartensaal-Decoration‘ von Marg. Hönerbach, deren großes Talent sich widerspruchslos in einer ferner hergegebenen Miniaturtafel ‚Vorrathskammer‘ offenbart. Was uns Fräulein Hönerbach auf diesem kaum handgroßen Rahmen bietet, steht unvergleichlich höher als die Riesenverhältnisse des ersten Bildes von ihr. In diesem anspruchslosen, auf das Feinste durchgeführten Winkelchen ist eine Lichtvertheilung, eine Lösung von Farbengegensätzen, eine Luft, die insgesammt entzückend wirken.“

1900 beteiligte Hoenerbach sich mit fünf Bildern an der „Woman’s Exhibition, 1900, Earl’s Court, London, S.W.“ mit Angabe der Anschrift in Berlin-Zehlendorf, Potsdamer Straße 39. 1911 war unter derselbigen Anschrift im Ausstellungshaus, Potsdamerstraße 39, die erste Berliner Juryfreie Ausstellung: „Auch gute Plastiken von Frauen sind zu sehen, sie lehnen sich zwar an Minne und Maillol an, haben aber trotzdem schon eigenes Leben. Vorzüglich ist die Porträtstudie von Margarete Hoenerbach, […]“ (Der Sturm)
Ein Augenleiden führte sie von der Malerei und Grafik zur Plastik. Für die Technische Hochschule in Berlin-Charlottenburg schuf sie das Denkmal des Rektors Guido Hauck sowie dessen Grabmal.

## Werke
- In vino veritas (Widderschädel mit gefülltem Römer, Rosen und Trauben), 1886.
- Selig sind die, die reinen Herzens sind, Öl/Lwd., 72 × 58 cm; sign.u.r.: M. Hoenerbach 1896 (Kunsthandel 1987).